# Собеволя
Собеволя (пол. Sobiewola, нім. Eigenwill) — село в Польщі, у гміні Кіселиці Ілавського повіту Вармінсько-Мазурського воєводства.
Населення — 169 осіб (2011).
У 1975-1998 роках село належало до Ельблонзького воєводства.

## Демографія
Демографічна структура станом на 31 березня 2011 року:
|          | Загалом | Допрацездатний вік | Працездатний вік | Постпрацездатний вік |
| -------- | ------- | ------------------ | ---------------- | -------------------- |
| Чоловіки | 80      | 23                 | 49               | 8                    |
| Жінки    | 89      | 22                 | 51               | 16                   |
| Разом    | 169     | 45                 | 100              | 24                   |